# 아키타 유타카
아키타 유타카(일본어: 秋田 豊, 1970년 8월 6일 ~)는 일본의 전 축구 선수 출신 현 축구 지도자이자 경영인으로 선수 시절 가시마 앤틀러스, 나고야 그램퍼스, 교토 상가 등에서 수비수로 활약했으며 현재 고치 유나이티드의 감독직을 맡고 있다.

## 선수 시절

### 클럽
1970년 8월 6일 일본 아이치현 나고야시 출생으로 1993년 가시마 앤틀러스 입단을 통해 프로에 입문하여 2003년까지 10년동안 공식전 407경기 31골을 기록하며 J1리그 4회 우승 및 2회 준우승, J리그컵 3회 우승 및 2회 준우승, 천황배 2회 우승 및 2회 준우승에 크게 공헌했고 4번의 J1리그 베스트 11에도 선정되는 영예를 안았으며 1998년에는 AFC 올스타팀에 선정되기도 했다.
그리고 2004년 고향팀인 나고야 그램퍼스로 이적하여 2006년까지 공식전 72경기 3골을 기록하며 2004년 J리그컵 4강 진출에 기여했으며 2007년 교토 상가로 이적하여 14경기에 출장한 뒤 현역 은퇴를 선언했다.

### 국가대표팀
1995년 10월 24일 사우디아라비아와의 친선 경기에서 국제 A매치 데뷔전을 치르자마자 데뷔골을 터뜨리며 팀의 2-1 승리를 이끈 뒤 이듬해에 열린 1996년 AFC 아시안컵에 출전했지만 팀은 조별리그 탈락의 고배를 마셨다.
그리고 1998년 FIFA 월드컵 아시아 지역 예선에도 출전하여 일본 축구 역사상 첫 월드컵 본선 진출에 기여했고 이 대회 본선 조별리그 3경기에도 모두 선발 출장하였다.
그 후 1999년 코파 아메리카에 출전하여 팀의 코파 아메리카 첫 승점을 안겼으며 대한민국과 공동 개최국 자격으로 참가한 2002년 FIFA 월드컵에서 드디어 일본 축구 첫 월드컵 16강 진출을 이뤄냈고 이듬해에 열린 2003년 FIFA 컨페더레이션스컵 23인 명단에 이름을 올렸지만 출전 기회조차 주어지지 않았으며 2003년 컨페드컵 종료 후 A매치 통산 44경기 4골을 기록한 뒤 국가대표팀 은퇴를 선언했다.

## 지도자 경력
2008년 자신의 프로 커리어 마지막팀인 교토 상가의 코치로 본격적인 지도자 생활을 시작한 뒤 2010년 7월 교토 상가의 감독을 맡았고 이후 2012년 마치다 젤비아의 감독을 맡았으나 2013년 6월 경질되었으며 2020년 J3리그 소속팀인 이와테 그루자 모리오카의 감독으로 부임하여 J3리그 2021 준우승 및 J2리그 2022 승격을 이끌었으나 J2리그 2022에서 22팀 중 최하위에 그치며 1시즌만에 J3리그로 강등되고 말았다.

## 경영인 경력
팀의 강등을 막지 못한 책임을 지고 2022 시즌 종료 후 이와테의 감독직에서 물러났다가 2023년 이와테 구단의 회장으로 선임되었다.

## 수상

### 클럽 (선수)
가시마 앤틀러스
- J1리그 : 우승 (1996, 1998, 2000, 2001), 준우승 (1993, 1997), 3위 (1994), 4위 (2002)
- J리그컵 : 우승 (1997, 2000, 2002), 준우승 (1999, 2003), 4강 (1998, 2001)
- 천황배 : 우승 (1997, 2000), 준우승 (1993, 2002), 4강 (1995, 1998, 2003)

나고야 그램퍼스
- J리그컵 : 4강 (2004)

### 클럽 (지도자)
이와테 그루자 모리오카
- J3리그 : 준우승 (2021)

### 개인
- J1리그 베스트 11 : 1997, 1998, 2000, 2001
- AFC 올스타팀 : 1998